# Agrilus niisatoi
Agrilus niisatoi é uma espécie de inseto do género Agrilus, família Buprestidae, ordem Coleoptera.
Foi descrita cientificamente por Tôyama, em 1987.